# Línea 18 (Media Distancia)
La línea 18 (Valladolid-Zamora-Puebla de Sanabria) de Media Distancia es un servicio regional de ferrocarril convencional. Es una de las 16 líneas de media distancia de Castilla y León, explotada por Renfe. Su operación se basa en un único trayecto diario por sentido desde Valladolid hasta Puebla de Sanabria. La línea se opera con trenes Serie 594 de Renfe.
La duración mínima del viaje entre Valladolid y Puebla de Sanabria es de 2 horas y 40 minutos.

## Líneas por donde transcurre el servicio
- Valladolid-Medina del Campo: 60 km
- Medina del Campo-Puebla de Sanabria: 152 km